# Offene Behindertenarbeit
Offene Behindertenarbeit (abgekürzt meist mit OBA) wird vielfach von den Soziale Dienste genannten Gruppen innerhalb der Hilfsdienste praktiziert. Diese Gruppen betreuen in unterschiedlichen Projekten Menschen mit vorwiegend körperlichen Beeinträchtigungen und ermöglicht ihnen z. B. die Teilnahme an Gesellschafts- und Kulturereignissen (Besuch von Stadtfesten, Weihnachtsmärkten, Gottesdiensten).
Oft werden durch regionale Träger auch Reisemöglichkeiten (ein- und mehrtägig, allein oder in Gruppen) angeboten. Die Reisenden werden von Assistenten begleitet.
Die offene Behindertenarbeit schafft Begegnungsmöglichkeiten für Menschen mit und ohne Behinderung. Wichtiger als die Rollen von Helfer und Teilnehmer ist dabei das gemeinsame und inklusive Erleben und Gestalten der Freizeit.